# دوري ولاية أكري 2017
دوري ولاية أكري 2017 هو موسم من دوري ولاية أكري ‏. كان عدد الأندية المشاركة فيه 8، وفاز فيه Atlético Acreano ‏.